# 文藝春秋読者賞
文藝春秋読者賞（ぶんげい しゅんじゅう どくしゃしょう）は、「文藝春秋」の読者が、同誌の最も優れた記事を表彰する賞である。
毎年12月号で募集される。読者は、その年の1月号から12月号までの全記事から、最も面白かった、最も感銘深かった記事を一つ選ぶ。連載、コラム、グラビアも対象となる。それを綴じ込みの料金受取人払いの葉書に書き、編集部へ郵送する。1954年から63年までは年二回であった。
投票数一位から十位までの記事から選考委員が審議して決定する。受賞作は毎年2月号で発表される。受賞者には、賞金の五十万円と記念品の時計が贈られる。また、応募した読者からは抽選で三十名に三万円、二百名に図書カード三千円分が贈られる。

## 受賞作
（発表は当該年度翌年の2月号）
- 第1回（1949年）辰野隆、サトウハチロー、徳川夢声「天皇陛下大いに笑ふ」
- 第2回（1950年）坂口安吾「巷談」
- 第3回（1951年）尾崎士郎「天皇機関説」
- 第4回（1952年）小泉信三「平和論」
- 第5回（1953年）阿部真之助「現代政治家論」
- 第6回（1954年上）行広房子「原爆少女母親の記録」
- 第7回（1954年下）中谷宇吉郎「科学と国境」
- 第8回（1955年上）吉川英治「忘れ残りの記」
- 第9回（1955年下）文藝春秋編集部「新聞の尻に敷かれる日本人」
- 第10回（1956年上）大宅壮一「日本の裏海道を行く」
- 第11回（1956年下）山下清「ハダカの王様西へ行く」
- 第12回（1957年上）鈴木茂三郎「一社会主義者の半生」
- 第13回（1957年下）伊藤正徳「三笠の偉大と悲惨」
- 第14回（1958年上）竹山道雄「妄想とその犠牲」
- 第15回（1958年下）美濃部亮吉「苦悶するデモクラシー」
- 第16回（1959年上）松本清張「小説帝銀事件」
- 第17回（1959年下）菊地政男・山地正「白い肌と黄色い隊長」
- 第18回（1960年上）井上靖『蒼き狼』
- 第19回（1960年下）該当作なし
- 第20回（1961年上）加東大介「南海の芝居に雪が降る」
- 第21回（1961年下）松下幸之助「所得倍増の二日酔い」角田房子「東独のヒルダ」ほか
- 第22回（1962年上）山中峯太郎「実録アジアの曙」
- 第23回（1962年下）堀江謙一「太平洋ひとりぼっち」
- 第24回（1963年上）杉森久英「昭和の謎辻政信伝」
- 第25回（1963年下）城山三郎「硫黄島に死す」
- 第26回（1964年）石川達三「私ひとりの私」
- 第27回（1965年）水上勉「城」
- 第28回（1966年）草柳大蔵「現代王国論」
- 第29回（1967年）有吉佐和子「海暗」
- 第30回（1968年）司馬遼太郎「歴史を紀行する」
- 第31回（1969年）石原慎太郎・小田実「日本について語ろう」
- 第32回（1970年）田村洪「対立する三人の公害告発者」
- 第33回（1971年）福林正之「かかる聖医ありき」
- 第34回（1972年）吉村昭「深海の使者」
- 第35回（1973年）山本七平「ある異常体験者の偏見」
- 第36回（1974年）立花隆・児玉隆也「特集　田中角栄研究」
- 第37回（1975年）江藤淳「海は甦る」
- 第38回（1976年）夏之炎「北京のいちばん寒い冬」
- 第39回（1977年）本田靖春「誘拐」
- 第40回（1978年）土門周平ほか「第三次世界大戦」
- 第41回（1979年）森嶋通夫・関嘉彦「大論争　戦争と平和」澤地久枝「昭和史のおんな」
- 第42回（1980年）上前淳一郎「洞爺丸はなぜ沈んだか」
- 第43回（1981年）長谷川慶太郎「世界が日本を見習う日」文藝春秋編集部「市民への直通電話」
- 第44回（1982年）ドウス昌代「ブリエアの解放者たち」
- 第45回（1983年）立花隆「田中角栄と私の9年間」読者投稿「されどわが満洲」
- 第46回（1984年）永井陽之助「現代と戦略」丸谷才一、木村尚三郎、山崎正和「鼎談書評」
- 第47回（1985年）浅利慶太「企業トップの『わが決断』」半藤一利「聖断」
- 第48回（1986年）渡辺淳一『静寂の声』藤尾正行「"放言大臣"大いに吠える」
- 第49回（1987年）深田祐介『新東洋事情』大前研一「「見えない税金」に怒れ」
- 第50回（1988年）林真理子「いいかげんにしてよアグネス」眞神博「衝突現場　15分間の新事実」
- 第51回（1989年）宮尾登美子『松風の家』、編集部「「輝ける昭和人」血族の証言55」
- 第52回（1990年）山崎豊子『大地の子』、「昭和天皇の独白八時間」
- 第53回（1991年）中村紘子「ピアニストという蛮族がいる」城山三郎「本田宗一郎は泣いている」
- 第54回（1992年）佐々淳行「東大のいちばん長い日」（東大落城）
- 第55回（1993年）矢野絢也「極秘メモ全公開」伊藤律「『日本のユダ』と呼ばれて」
- 第56回（1994年）柳田邦男「犠牲　わが息子・脳死の11日」
- 第57回（1995年）近藤誠「あなたがガンになったとき」、編集部「美しき日本人50の肖像」
- 第58回（1996年）猪瀬直樹「日本国の研究」
- 第59回（1997年）稲泉連「僕が学校を辞めると言った日」久田恵「息子の心、親知らず」柳田邦男「脳治療革命の朝」
- 第60回（1998年）三好万季「四人はなぜ死んだのか」美智子「子供時代の読書の思い出」（特別賞）
- 第61回（1999年）「20世紀日本の戦争」阿川弘之、中西輝政、秦郁彦、福田和也、猪瀬直樹/日垣隆「『買ってはいけない』は嘘である」
- 第62回（2000年）堀内光雄「石油公団は解散しろ」石原慎太郎「わが人生の時の人々」
- 第63回（2001年）塩野七生「日本人へ！　ビンラディンにどう勝つか」山崎敏子「小児がん　九歳の息子が遺した言葉」
- 第64回（2002年）城山三郎「私をボケと罵った自民党議員へ」編集部「遺書　80歳　魂の記録」
- 第65回（2003年）加藤恭子「昭和天皇「謝罪詔勅草稿」の発見」片桐幸雄「道路公団藤井総裁の嘘と専横」
- 第66回（2004年）岩瀬達哉「伏魔殿 社会保険庁を解体せよ」田中一昭、松田昌士「小泉総理、石原国交相、猪瀬委員に問う 「道路公団」裏切りの民営化全内幕」
- 第67回（2005年）「日中韓「靖国参拝」大論争」櫻井よしこ,田久保忠衛, 劉江永[他] 「日本 敗れたり--あの戦争になぜ負けたのか」半藤一利, 保阪正康, 中西輝政、福田和也、加藤陽子、戸髙一成
- 第68回（2006年）玄侑宗久・柳澤桂子「般若心経 いのちの対話」
- 第69回（2007年）「昭和の海軍　エリート集団の栄光と失墜」半藤一利、秦郁彦、戸高一成、福田和也、平間洋一
- 第70回（2008年）戸塚洋二「あと三カ月　死への準備日記」佐藤優「インテリジェンス交渉術」
- 第71回（2009年）藤原正彦「名著講義」
- 第72回（2010年）村木厚子「私は泣かない、屈さない」渡辺淳一「天上紅蓮」
- 第73回（2011年）「田中角栄の恋文」佐藤あつ子、立花隆（解説）
- 第74回（2012年）柳田邦男「原発事故　私の最終報告書」保阪正康「太平洋戦争知られざる証言」
- 第75回（2013年）五木寛之「うらやましい死に方」野上孝子「山崎豊子先生の素顔」
- 第76回（2014年）半藤一利、保阪正康、磯田道史「「昭和天皇実録」の衝撃」
- 第77回（2015年）池上彰、佐藤優「イスラム国との「新・戦争論」」 エマニュエル・トッド、堀茂樹（通訳）「幻想の大国を恐れるな」
- 第78回（2016年）橋田壽賀子「私は安楽死で逝きたい」
- 第79回（2017年）船橋洋一、半藤一利「太平洋戦争の失敗に学べ」
- 第80回（2018年）毛受敏浩、出口治明、河合雅司「亡国の『移民政策』」
- 第81回（2019年）村上春樹「猫を棄てる―父親について語るときに僕の語ること」、グレッグ・ケリー「西川廣人さんに日産社長の資格はない」
- 第82回（2020年）柳田邦男「コロナ死「さよなら」なき別れ」、佐藤優「権力論―日本学術会議問題の本質」
- 第83回（2021年）田辺聖子「十八歳の日の記録」、矢野康治「財務次官、モノ申す」

## 選考委員
- 1956-58　辰野隆、今日出海、宮澤俊義、河上徹太郎、浦松佐美太郎、福原麟太郎、金森徳次郎
- 1959-72　金森死去、代わって池島信平
- 1973－75　会田雄次、江藤淳、丸谷才一、曽野綾子、沢村三木男
- 1976-77　有吉佐和子、山口瞳、山本七平、沢村
- 1978　有吉、江藤淳、曽野綾子、丸谷、沢村
- 1979　有吉、山口瞳、山本七平、沢村
- 1980-81　井上ひさし、山崎朋子、吉村昭、渡部昇一、千葉源蔵
- 1982　井上が抜ける
- 1983　柳田邦男、澤地久枝、深田祐介、千葉
- 1984　－－－－　－－－－　－－－－、上林吾郎
- 1985-89　阿川弘之、佐伯彰一、桐島洋子、上林
- 1990-96　－－、－－、－－、田中健五
- 1997　－－、－－、－－、安藤満
- 1998－2000　渡辺淳一、浅利慶太、櫻井よしこ、安藤
- 2001-05　深田祐介、浅利慶太、渡辺淳一、櫻井よしこ、白石勝
- 2006－09　深田、浅利、渡辺、櫻井、上野徹
- 2010－2013　深田、浅利、渡辺淳一、櫻井、平尾隆弘
- 2014 山内昌之、鈴木敏夫、阿川佐和子、平尾隆弘
- 2015 山内昌之、鈴木敏夫、阿川佐和子、松井清人
- 2019 - 現在 片山杜秀、本郷和人、三浦瑠麗、中部嘉人

## 参考
- 『最新文学賞事典』日外アソシエーツ、2014